# Lesław Kropp
Pour les articles homonymes, voir Kropp (homonymie).
Lesław Kropp (né le 22 novembre 1936 et mort le 12 octobre 2013) est un lutteur polonais.

## Palmarès

### Championnats d'Europe
- Médaille de bronze en catégorie des moins de 52 kg en 1966